# Lego Life of George
LEGO Life of George er en produktlinje produceret af den danske legetøjskoncern LEGO, der for første gang kombinerer standard legoklodser med en mobil-app (til iOS og Android). Temaet blev ontrduceret i oktober 2011 og blev udfaset i december 2013.